# Ursula Lehr

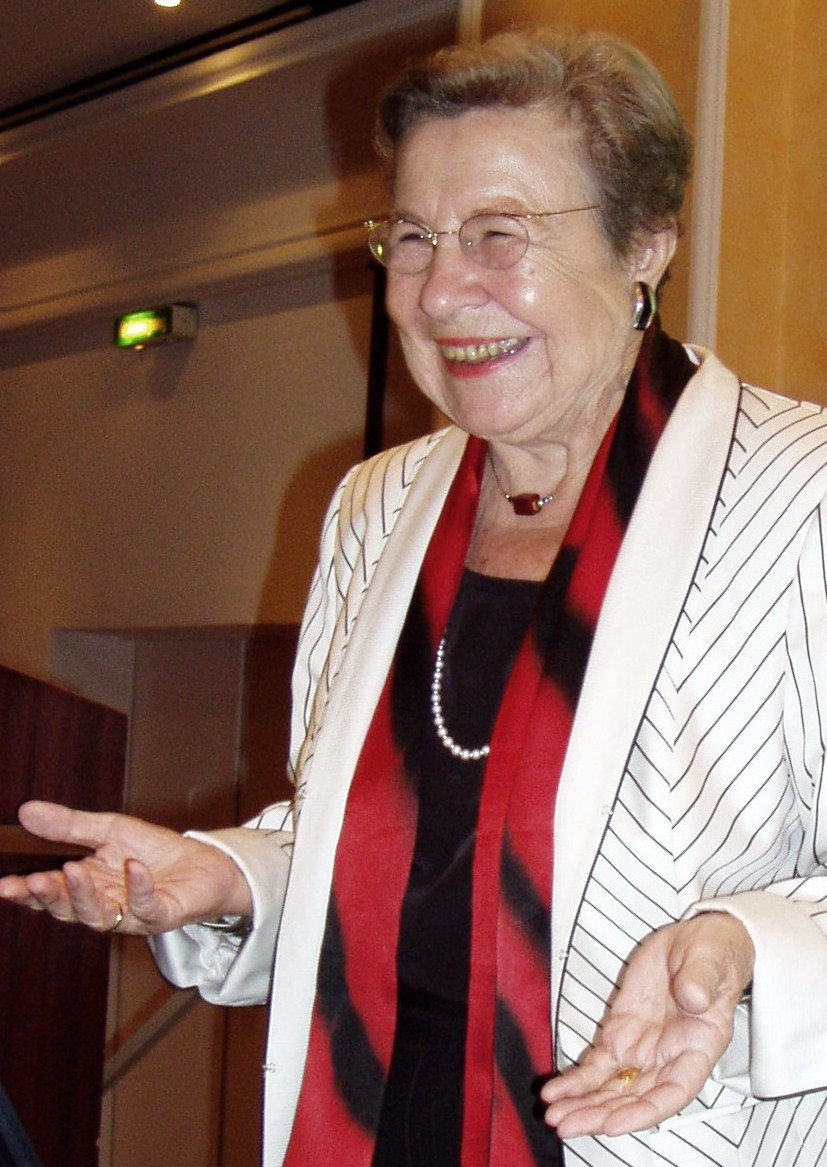
Ursula Lehr (2008)

Ursula Maria Lehr (* 5. Juni 1930 als Ursula Maria Leipold in Frankfurt am Main; † 25. April 2022 in Bonn) war eine deutsche Wissenschaftlerin auf den Gebieten der Gerontologie und Psychologie. Die CDU-Politikerin war von 1988 bis 1991 Bundesministerin für Jugend, Familie, Frauen und Gesundheit. Von 2009 bis 2015 war sie Vorsitzende der Bundesarbeitsgemeinschaft der Seniorenorganisationen (BAGSO). Danach übernahm sie von 2015 bis 2018 den stellvertretenden Vorsitz; ab 2018 war sie dort Ehrenvorsitzende.

## Ausbildung
Nach dem Abitur 1949 absolvierte Ursula Lehr ein Studium der Psychologie, Philosophie, Germanistik und der Kunstgeschichte an den Universitäten Frankfurt am Main und Bonn, das sie als Diplom-Psychologin beendete. 1954 erfolgte ihre Promotion zum Dr. phil. bei Hans Thomae mit der Arbeit Beiträge zur Psychologie der Periodik im kindlichen Verhalten. Sie war dann als wissenschaftliche Mitarbeiterin am Psychologischen Institut der Universität Bonn tätig. Dort habilitierte sie sich 1968 mit der Arbeit Berufs- und Lebensschicksal – die Berufstätigkeit der Frau aus entwicklungs- und sozialpsychologischer Sicht. 1969 erfolgte ihre Ernennung zur außerplanmäßigen Professorin.

## Lehre und Forschung

### Professorin in Köln, Bonn und Heidelberg
1972 wurde sie als ordentliche Professorin auf den Lehrstuhl für Pädagogik und Pädagogische Psychologie an der Universität zu Köln berufen. 1975 folgte sie dem Ruf der Universität Bonn als Ordinaria für Psychologie. 1986 nahm sie den Ruf der Universität Heidelberg auf den ersten deutschen Lehrstuhl für Gerontologie, der wissenschaftlichen Alternskunde, an. Einer ihrer ersten Mitarbeiter war Andreas Kruse, der Lehrs Nachfolger in Heidelberg wurde.
Ende 1998 wurde Lehr als Professorin der Universität Heidelberg emeritiert. Von 1997 bis 1999 war Lehr Präsidentin der Deutschen Gesellschaft für Gerontologie und Geriatrie. Lehr galt als „Gerontologin der ersten Stunde“ und als Impulsgeberin für zwei Generationen deutscher Hochschullehrer auf diesem Gebiet. Sie war auch international für und in der Gerontologie tätig.

### Forschungen zu berufstätigen Frauen und zur Altenpflege
Ihre ersten Forschungsthemen in den 1960er Jahren waren die Lebenssituation berufstätiger Frauen und die Leistungsfähigkeit älterer Arbeitnehmer. Lehr wies nach, dass psychische Spannungen in der Lebensmitte weniger körperlich bedingt sind (Klimakterium), sondern mehr mit Rollenkonflikten in der Familie und der Tochterrolle gegenüber den alternden Eltern verbunden sind (vor allem Unterstützung in Notlagen sowie Hilfe und Pflege). Erst viele Jahre später nahmen Regierungen und die Öffentlichkeit wahr, welche physischen und psychischen Belastungen die innerfamiliäre Altenpflege verursacht, so dass die Politik nach dem Pflegeversicherungsgesetz von 1995 über weitere Hilfestellungen nachdenkt.
Im Kontext der Familienpsychologie befasste Lehr sich ferner mit den Entwicklungschancen für Mutter und Kind, die aus gelungener Berufstätigkeit der Frau erwachsen, sowie mit den gegenseitigen Anregungen zwischen Vater und Kind. Ihre Forschungen zur Entwicklungspsychologie bestätigten den Wert einer gemeinsamen Verantwortung des Elternpaares für die Kindererziehung und das Tagesmutter-Modell.

### Leistungsfähigkeit im Älterwerden

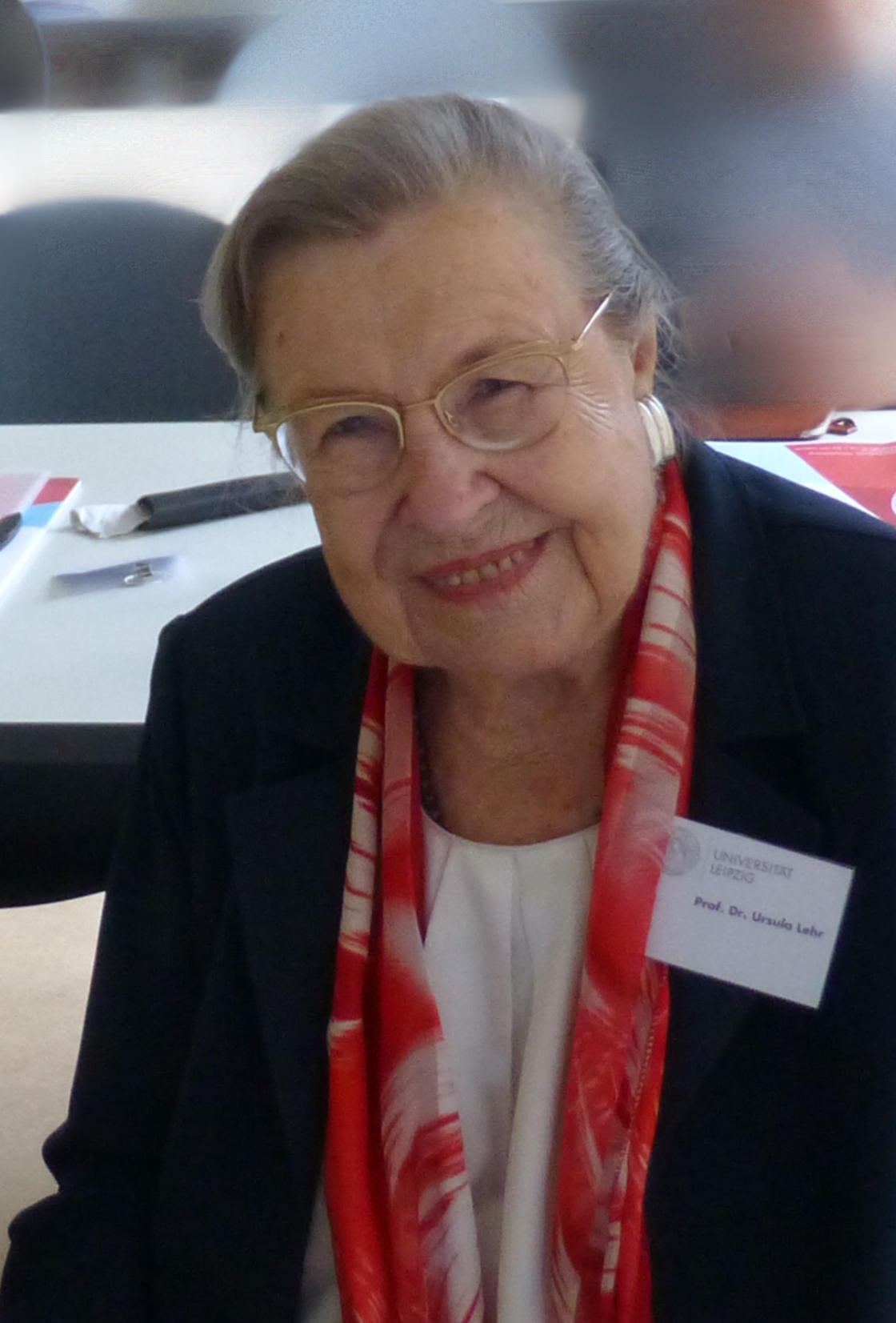
Ursula Lehr (2019)

Den zweiten Schwerpunkt ihrer Forschungstätigkeit bildete die berufliche Leistungsfähigkeit älterer Arbeitnehmer. Schon in den 60er Jahren konnte sie die Vorteile nachweisen, die eine nach beiden Seiten flexible Altersgrenze bietet. Die berufliche Leistungsfähigkeit Älterer ist zwar mit jener der jüngeren Arbeitnehmer vergleichbar, sie sind jedoch oft Diskriminierungen im Betrieb ausgesetzt. Diese sind Ausdruck eines negativen Altersbildes sowie einer jugend-zentrierten Beschäftigungspolitik. Im Kontext dieser Forschungsprojekte stehen auch Beiträge zur Vorbereitung auf die Pensionierung sowie zur kreativen Gestaltung der nachberuflichen Zeit.
Ursula Lehr und Hans Thomae (Bonn) initiierten die erste deutsche Längsschnittstudie zum späten Erwachsenenalter, seiner psychischen Entwicklungsprozesse und der Wechselwirkung mit körperlichen und sozialen Veränderungen (Bonner Gerontologische Längsschnittstudie, BOLSA). Die Studie lief von 1965 bis 1987 und verwirklichte erstmals in der BRD einen interdisziplinären Ansatz der gerontologischen Forschung. Ihr zentraler Befund war der Nachweis großer Unterschiede zwischen gleichaltrigen Senioren in der Form ihres Alterns und ihrer Alternsprozesse, was sich in weiteren empirischen Untersuchungen bestätigte. 
Lehr definiert die Entwicklung im Alter als einen Prozess, beeinflusst von biologischen, sozialen, ökologischen und persönlichkeitsspezifischen Faktoren („interindividuelle Unterschiede in den intraindividuellen Alternsformen“). Der wesentliche Schluss daraus ist die selbstverantwortliche Gestaltung des Alterns. Als weiterführendes Forschungsthema ergab sich die Frage, inwieweit man Entwicklungsprozesse im Alter durch spezifische Formen der Intervention fördern kann.

### Gründung zweier Forschungszentren
Um diese Aspekte, die persönlich und gesellschaftlich immer drängender werden, umfassender erforschen zu können, gründete Lehr im Zuge ihrer Berufung an die Universität Heidelberg im Jahr 1986 im Auftrag der Landesregierung von Baden-Württemberg das Institut für Gerontologie und begann mit der Einrichtung des Aufbaustudiums der Gerontologie.
Das Institut für Gerontologie konnte unter ihr rasch ein eindeutiges Forschungsprofil entwickeln und konzentrierte sich auf Entwicklungsprozesse im Alter, die Bewältigung seiner Anforderungen und Belastungen und sein Rollenbild („Altersbild“). Neben der Förderung von Alltags- und kognitiver Kompetenz wird auch die Leistungsfähigkeit älterer Arbeitnehmer untersucht. 1991 erhielt das Institut den Status eines WHO-Kollaborationszentrums, was dem Austausch mit internationalen gerontologischen Institutionen starke Impulse gab und zu einigen WHO-Kongressen in Heidelberg führte. In die Lehre hat die Ordinaria einen interdisziplinären Ansatz eingeführt, der sich unter anderem in enger Kooperation mit der Geriatrie und Gerontopsychiatrie bei der Ausbildung zum Diplom-Gerontologen auswirkt. Schwerpunkte der Lehre sind neben Erkenntnissen der Grundlagen- auch jene der Interventionsforschung. Neuer Institutsleiter wurde 1997 Andreas Kruse.
Lehr begann kurz nach ihrer Bestellung zur Bundesfamilien- und -gesundheitsministerin, an der Gründung des als notwendig erachteten Deutschen Zentrums für Alternsforschung (DZFA) zu arbeiten. Unter ihrer Leitung befasste sich Mitte November 1988 in Stuttgart der sechste Zukunftskongress „Altern als Chance und Herausforderung“ mit interdisziplinären Aspekten des Alterns. Ministerpräsident Lothar Späth griff den Vorschlag für ein deutsches Forschungszentrum auf und vereinbarte mit Bundeskanzler Helmut Kohl eine Bund-Land-Finanzierung. 
Schon am 28. November 1988 verabschiedete die Landesregierung Baden-Württembergs einen Grundsatzbeschluss und das Bundeswissenschaftsministerium bildete einen Arbeitskreis zur Definition des Forschungskonzepts. Im Oktober 1990 ging der Abschlussbericht an das Land Baden-Württemberg, das im November zustimmte. Doch die Verhandlungen zur Bund-Land-Finanzierung zogen sich über Jahre hin, und das DZFA verdankt nur der Beharrlichkeit von Lehr seine Gründung als Stiftung öffentlichen Rechts am 30. September 1995. Als Gründungsdirektorin sorgte Ursula Lehr für eine ausgewogene Mischung zwischen interdisziplinärer Grundlagenforschung und ihrer Umsetzung in die Praxis sowie in politische Entscheidungen.
Zwei Jahre später war der Ausbau von zwei der vier Institute abgeschlossen und erste Forschungsergebnisse lagen vor. Die „Abteilung für Entwicklungsforschung“ (Peter Martin) untersucht Veränderungen des Erlebens und Verhaltens im Erwachsenenalter, die Entwicklung von Kognition, Persönlichkeit und sozialer Netze. Seine Angewandte Forschung betrifft die Aufrechterhaltung körperlicher und geistiger Gesundheit bis ins hohe Alter, z. B. bei Hundertjährigen (in Deutschland etwa 10.000 Menschen). Als erstes Großprojekt unter Lehr war die Interdisziplinäre Längsschnittstudie des Erwachsenenalters (ILSE). Diese schon seit 1992 durch zwei Ministerien geförderte Studie untersucht in Kooperation von Medizinern, Psychologen, Psychiatern und der Sportwissenschaft die Bedingungen für ein gesundes und zufriedenes Altern.
Die „Abteilung für Soziale und Ökologische Gerontologie“ (Hans-Werner Wahl) erforscht Altersaspekte der Person-Umwelt-Relation mit Schwerpunkt auf dem räumlich-dinglich-technischen Umfeld alter Menschen. Konkret geht es um Wohnen, Wohnumfeld und altersgemäßes Design, sowie um die Bereitschaft der Senioren zu Mobilität (z. B. Umzug, neue Technik). Untersucht wird auch, wie Behinderungen beim Sehen oder Gehen den Prozess des Alterns beeinflussen.
Der Start der zwei jüngsten Abteilungen fiel bereits in die Kompetenz von Ursula Lehrs Nachfolgern. Die „Abteilung für Epidemiologie von Erkrankungen und funktionelle Beeinträchtigungen im Alter“ erforscht seit 1999/2000 die Häufigkeit und Risikofaktoren für Krankheiten und daraus folgende Einschränkungen. Die Abteilung für Interventions- und Rehabilitationsforschung begann zwei Jahre später ihre Tätigkeit.
Seit dem Endausbau vereinigt das DZFA erstmals alle für die Gerontologie wichtigen Disziplinen unter einem Dach. Den Impuls dieser Innovation spürt die deutsche wie auch die internationale Alternsforschung. Zusätzlich hat die politische Tätigkeit von Lehr zu größerem öffentlichem Interesse an der Demografie und zu mehr Verständnis von normalen Alternsprozessen geführt.

## Privatleben
Ursula Lehr hat zwei Söhne, darunter den Rechtsanwalt Gernot Lehr. Nach dem Tod ihres ersten Mannes heiratete sie den Psychologen und Gerontologen Hans Thomae. Sie lebte bis zu ihrem Tod in Bonn-Bad Godesberg. Dort engagierte sie sich u. a. im Kuratorium der Bürgerstiftung Rheinviertel. Sie starb im April 2022 im Alter von 91 Jahren.

## Politik
Seit 1986 war Lehr Mitglied der CDU. 1990 wurde sie für vier Jahre Mitglied des Deutschen Bundestages, für den sie auf der Landesliste Hessen kandidiert hatte.
Politisch relevant wurden vor allem ihre Arbeiten zur Berufstätigkeit der Frau und die Rückwirkungen auf die Gesundheit sowie zur Leistungsfähigkeit älterer Arbeitnehmer. Damit qualifizierte sie sich in besonderer Weise für ihr späteres Amt als Bundesfamilien- und -gesundheitsministerin.

### Bundesministerin und öffentliche Ämter
Am 9. Dezember 1988 wurde Lehr als Nachfolgerin von Rita Süssmuth als Bundesministerin für Jugend, Familie, Frauen und Gesundheit in die von Bundeskanzler Kohl geführte Bundesregierung berufen. Als bekannte Gerontologin gelang ihr vor allem ein Ausbau der Seniorenpolitik. Sie initiierte 1989 den 1. Altenbericht der Bundesregierung.
Im Laufe des Jahres 1989 geriet sie in harte Kontroversen mit ihrer CDU/CSU-Bundestagsfraktion, als sie Kinderbetreuung schon für über Zweijährige forderte („Krabbelstuben“). Sie argumentierte mit der starken Zunahme von Einzelkindern, bei deren Entwicklung der soziale Einfluss von Geschwistern fehle (siehe auch Familienpolitik und soziale Rolle).
Nach der – ersten gesamtdeutschen – Bundestagswahl 1990 wurde das Bundesministerium dreigeteilt und Lehr schied am 18. Januar 1991 aus der Bundesregierung aus. Ihre Nachfolgerinnen waren Hannelore Rönsch (CDU), die das Bundesministerium für Familie und Senioren von 1991 bis 1994 leitete, Angela Merkel, die das Bundesministerium für Jugend und Frauen leitete, und Gerda Hasselfeldt, die das Bundesministerium für Gesundheit übernahm.
Ursula Lehr war seit 1988 treibende Kraft zur Gründung des Deutschen Zentrums für Alternsforschung (DZFA) in Heidelberg und wurde 1995 Gründungsdirektorin dieser Stiftung.
Von 2004 bis 2008 war sie Präsidentin der Vereinigung der ehemaligen Mitglieder des Deutschen Bundestages und des Europäischen Parlaments, von 2009 bis 2015 war sie Vorsitzende der Bundesarbeitsgemeinschaft der Senioren-Organisationen (BAGSO).
Ursula Lehr war Mitglied im Kuratorium der Hilfsorganisation CARE Deutschland.

## Ehrungen
- 1987 Bundesverdienstkreuz 1. Klasse
- 1988 Ehrendoktorwürde der Universität Freiburg (Schweiz)
- 1994 Korrespondierendes Mitglied der Österreichischen Akademie der Wissenschaften[5]
- 1995 Großes Verdienstkreuz
- 1998 Korrespondierendes Mitglied der Sächsischen Akademie der Wissenschaften[6]
- 1999 Verdienstmedaille des Landes Baden-Württemberg
- 2006 Ignatius-Nascher-Preis der Stadt Wien
- 2009 Ehrendoktorwürde der Hochschule Vechta
- 2014 Großes Verdienstkreuz mit Stern
- 2016 Hessischer Verdienstorden[7]
- 2019 Landesverdienstorden Nordrhein-Westfalen[8]
- 2021 ConSozial Wissenschaftspreis für das Lebenswerk

## Veröffentlichungen (Auswahl)
- Die Frau im Beruf. Eine psychologische Analyse der weiblichen Berufsrolle. Athenäum, Frankfurt am Main/Bonn 1969.
- Psychologie des Alterns. Quelle und Meyer, Heidelberg 1972, zuletzt Wiebelsheim 2007 (11. Aufl.). ISBN 978-3-494-01432-6.
- Die Rolle der Mutter in der Sozialisation des Kindes. Steinkopff, Darmstadt 1974. ISBN 3-7985-0414-8.
- mit Reinhard Schmitz-Scherzer: Psychosoziale Korrelate der Langlebigkeit. In: Acta Gerontologica. 4, 1974, S. 261–268.
- Psychologie der Langlebigkeit. In: V. Boehlau (Hrsg.): Alter und Langlebigkeit. Schattauer, Stuttgart 1975.
- Ist Frauenarbeit schädlich? Im Spannungsfeld von Familie und Beruf. Edition Interfromm, Osnabrück 1979, ISBN 3-7201-5116-6.
- Die Familie in der Krise. Ein Plädoyer für mehr Partnerschaft in Ehe, Familie und Beruf. Olzog, München 1982, ISBN 3-7892-7189-6.
- Zur Situation der älter werdenden Frau. Bestandsaufnahme und Perspektiven bis zum Jahr 2000. Beck, München 1987. ISBN 3-406-32226-3.
- mit Hans Thomae: Alltagspsychologie. Aufgaben, Methoden, Ergebnisse. Wissenschaftliche Buchgesellschaft, Darmstadt 1991, ISBN 3-534-10275-4.

Festschrift
- Andreas Kruse (Hrsg.): Leben im Alter. Eigen- und Mitverantwortlichkeit in Gesellschaft, Kultur und Politik. Festschrift zum 80. Geburtstag von Ursula Lehr. Akademische Verlagsgesellschaft AKA, Heidelberg 2010, ISBN 978-3-89838-637-1.
- Reinhard Schmitz-Scherzer (Hrsg.): Altern. Ein lebenslanger Prozeß der sozialen Interaktion. Festschrift zum 60. Geburtstag von Frau Professor Ursula Maria Lehr. Steinkopff, Darmstadt 1990, ISBN 3-7985-0847-X.